# Волынский поход Михаила Всеволодовича
Волынский поход Михаила Всеволодовича (осень 1236) — масштабная кампания, организованная Михаилом Всеволодовичем после разгрома галицких бояр под Каменцом и пленения болоховских князей (весна 1236).

## История
Михаил и Изяслав в ультиматуме Романовичам назвали болоховских князей своими братьями.
Планировалось наступление на Волынь с нескольких направлений: Михаила с юга, Конрада с запада, половцев с востока. Однако, ещё до их соединения половцы пошли разорять Галицкую землю, а Конрад был разбит Васильком Романовичем под Червном и потерял много воинов утонувшими в реке Вепрь.
После этого успеха Романовичи смогли перейти в наступление, совершив набег на окрестности Звенигорода (лето 1237). Грушевский М. С. объединяет этот поход с походом под Галич, в результате которого Даниил получил от Михаила Перемышль, и относит мир к осени 1237 года.